# Borà
El borà és la combinació binària entre el bor i l'hidrogen de fórmula química BH₃. En realitat, el borà no existeix com a molècula discreta i sempre es presenta en la forma de dímer (B₂H₆), que es coneix amb el nom de diborà. La capacitat del bor de crear cadenes de considerable longitud (a semblança del que succeeix amb el carboni) fa que el borà només sigui el més senzill d'una extensa família de compostos formats únicament per àtoms de bor i d'hidrogen, els borans (BnHm). El nombre de compostos que formen la família dels borans és extensíssim i la geometria que presenten està directament lligada al nombre d'electrons que hi ha presents en la molècula, fet que ha provocat que siguin àmpliament estudiats.

## Estructures
Els borans poden classificar-se en tres tipus segons la seva estructura. A aquestes estructures també se les anomena clústers.
En aquests compostos, l'estructura electrònica del bor presenta una hibridació sp, mitjançant la qual forma l'enllaç amb l'hidrogen; d'aquesta forma té un orbital sp i dos orbitals p en perpendicular a l'enllaç i dos electrons per aportar al clúster. Els diferents àtoms de bor es combinen per a donar formes polièdriques aconseguides mitjançant enllaços deficients en electrons típics del bor i hidrògens pont.

Aquests orbitals es combinen a l'hora de formar la molècula en un diagrama d'orbitals moleculars força complex que en general pot explicar-se com a n+1 orbitals enllaçants (per tant la molècula s'estabilitza amb 2n+2 electrons (n= nombre de vèrtexs)). Així doncs, donat que el nombre de vèrtexs està relacionat amb el nombre d'electrons, existeix una relació senzilla entre nombre d'electrons i estructura. Aquesta clara relació ha donat lloc a l'anomenada Regla de Wade, en la qual es relacionen el nombre d'electrons que formen part del clúster i l'estructura d'aquest.
Closoles estructures són tancades i de forma polièdrica i les seves fórmules empíriques són del tipus BnHn+2 i BnHn2- ⇒ 2(n+1) e-
Nidopoliedres amb un vèrtex de menys, recorden a un niu i la seva fórmula és BnHn+4
⇒ 2(n+2)e-
Arachnoen aquest cas al poliedre li manquen dos vèrtexs, la seva composició és de tipus BnHn+6 ⇒ 2(n+3)e-
El nombre d'electrons s'obté mitjançant la relació: BH= 2e-; H addicional= 1e-; càrregues negatives= 1e-.
Les estructures d'aquests poliedres són molt complexes i tenen entre 4 i 12 vèrtexs i es troben clarament relacionades entre elles.

## Síntesi
La síntesi d'aquestes compostos ha estat clàssicament complicada, no per la síntesi en si mateixa, sinó perquè no s'obtenen compostos purs, sinó mescles de diferents borans:
{\displaystyle \mathrm {Mg_{3}B_{2}+H_{3}PO_{4(aq)}\longrightarrow B_{4}H_{10}+B_{5}H_{9}+B_{6}H_{10}+(Mg_{3}PO_{4})_{2}} }
{\displaystyle \mathrm {2\ NaBH_{4}+H_{3}PO_{4(aq)}\longrightarrow B_{2}H_{6}+B_{4}H_{10}+B_{5}H_{9}+B_{5}H_{11}+H_{2}\uparrow } }
{\displaystyle \mathrm {B_{2}H_{6}+2\ Et_{3}N\longrightarrow 2\ Et_{3}NBH_{3}{\xrightarrow {B_{4}H_{10}}}\ 2\ [Et_{3}NH]^{+}+B_{12}H_{12}^{\ \ 2-}+H_{2}\uparrow } }
Degut a això, el borà més utilitzat i estudiat és també el més senzill, el diborà.

## Reactivitat
Els borans són espècies termodinàmicament inestables i molt reactives, en general són gasos incolors, tòxics i molt reactius que s'inflamen a l'aire i reaccionen fins i tot amb traces d'humitat.
{\displaystyle {\begin{aligned}&\mathrm {B_{2}H_{6}+3\ O_{2}\longrightarrow B_{2}O_{3}+3\ H_{2}O} \\&\mathrm {B_{2}H_{6}+6\ H_{2}O\longrightarrow 2\ H_{3}BO_{3}+3\ H_{2}} \end{aligned}}}
L'aplicació més important dels borans és el procés conegut com a hidroboració. Tot i que, generalment, no s'usen borans sinó derivats orgànics d'aquests, que són menys reactius i, per tant és menys perillós i més còmode treballar-hi. El procés consisteix en la inserció en un enllaç múltiple entre dos carbonis, de bor i hidrogen. L'intermedi que s'aconsegueix es pot tractar posteriorment de diferents formes per obtenir hidrocarburs, alcohols, àcids carboxílics, etc.

## Aplicacions
A part de com a reactius en síntesi orgànica, els borans tenen escasses aplicacions. Van ser estudiades durant un temps les seves possibilitats com a combustibles per a coets a causa de la seva combustió altament exotèrmica. L'alt cost que suposava la seva producció a gran escala i el fet que formessin òxids que obstruïen els motors va fer que no passessin mai de ser un projecte esperançador. Així i tot, les seves propietats químiques excepcionals fan que continuïn sent estudiats.